# Andréi Tissin
Andrei Petróvich Tissin (en ruso: Андрей Петрович Тиссин; 5 de julio de 1975-Stávropol, Rusia, 1 de marzo de 2008) fue un deportista ruso que compitió en piragüismo en la modalidad de aguas tranquilas. Su hermana Yelena compitió en el mismo deporte.
Ganó tres medallas en el Campeonato Mundial de Piragüismo entre los años 1998 y 2001, y cuatro medallas en el Campeonato Europeo de Piragüismo entre los años 1999 y 2004.
Después de retirarse de la competición, ejerció de entrenador del equipo olímpico ruso de kayak. Falleció en 2008, a la edad de 32 años, mientras entrenaba en el embalse de Novotroitsk (cerca de la ciudad de Stávropol), al ahogarse después de accidentarse la lancha de motor con la que escoltaba los kayaks de los deportistas.

## Palmarés internacional
| Campeonato Mundial | Campeonato Mundial | Campeonato Mundial | Campeonato Mundial |
| Año                | Lugar              | Medalla            | Competición        |
| ------------------ | ------------------ | ------------------ | ------------------ |
| 1998               | Szeged (Hungría)   | Medalla de bronce  | K4 500 m           |
| 1999               | Milán (Italia)     | Medalla de plata   | K4 500 m           |
| 2001               | Poznań (Polonia)   | Medalla de oro     | K4 500 m           |
| Campeonato Europeo |                    |                    |                    |
| Año                | Lugar              | Medalla            | Competición        |
| 1999               | Zagreb (Croacia)   | Medalla de oro     | K4 200 m           |
| 1999               | Zagreb (Croacia)   | Medalla de oro     | K4 500 m           |
| 2001               | Milán (Italia)     | Medalla de oro     | K4 500 m           |
| 2004               | Poznań (Polonia)   | Medalla de bronce  | K4 500 m           |